# Lerista labialis
Lerista labialis — вид сцинкоподібних ящірок родини сцинкових (Scincidae). Ендемік Австралії.

## Поширення і екологія
Lerista labialis широко поширені у внутрішніх районах Австралії, від південного сходу Західної Австралії через більшу частину Північної Території і Південної Австралії до внутрішніх районів Квінсленду і Нового Південного Уельсу. Вони живуть в різноманітних природних середовищах, зокрема в пустелях і напівпустелях, на прибережних дюнах та в сухих чагарникових заростях, зокрема в заростях мульги. Живляться переважно термітами, а також іншими безхребетними. Веудит нічний спосіб життя. Відкладають яйця.